# Cerkveni dokumenti
Cerkveni dokumenti so knjižna zbirka, ki jo izdaja založba Družina. V njej so v slovenskem prevodu objavljeni sodobni dokumenti cerkvenega učiteljstva Rimskokatoliške cerkve. Vzporedno z glavno serijo izhaja tudi t. i. "Nova serija" krajših dokumentov v manjšem formatu.

## Seznam
| #    | Avtor                                                                           | Naslov | Leto |
| ---- | ------------------------------------------------------------------------------- | --- | ---- |
| 1.   |                                                                                 | Papeški govori v Mehiki: Poslanica škofov iz Pueble | 1979 |
| 2.   | Janez Pavel II.                                                                 | Človekov Odrešenik (okrožnica) | 1979 |
| 3.   | Janez Pavel II.                                                                 | Na Poljskem | 1979 |
| 4.   |                                                                                 | Veselje in veličina življenja | 1980 |
| 5.   | Janez Pavel II.                                                                 | O katehezi (apostolska spodbuda) | 1980 |
| 6.   | Janez Pavel II.                                                                 | Na Irskem in v ZDA | 1980 |
| 7.   | Janez Pavel II.                                                                 | Afriški govori | 1980 |
| 8.   | Janez Pavel II.                                                                 | Govor v UNESCO | 1980 |
| 9.   | Janez Pavel II.                                                                 | Sveti Benedikt | 1981 |
| 10.  | Janez Pavel II.                                                                 | O božjem usmiljenju (okrožnica) | 1981 |
| 11.  | Janez Pavel II.                                                                 | V ZR Nemčiji | 1981 |
| 12.  | Janez Pavel II.                                                                 | Na daljnem Vzhodu | 1981 |
| 13.  | Janez Pavel II.                                                                 | O človeškem delu (okrožnica) | 1981 |
| 14.  |                                                                                 | Mednarodno leto prizadetih | 1982 |
| 15.  |                                                                                 | Redovniki v Cerkvi | 1982 |
| 16.  | Janez Pavel II.                                                                 | O družini (apostolsko pismo) | 1982 |
| 17.  | Janez Pavel II.                                                                 | Sveto leto odrešenja | 1983 |
| 18.  |                                                                                 | Duhovni poklici | 1983 |
| 19.  |                                                                                 | Nemški in francoski škofje o miru | 1984 |
| 20.  | Janez Pavel II.                                                                 | V Avstriji | 1984 |
| 21.  | Janez Pavel II.                                                                 | O odrešenjskem trpljenju (apostolsko pismo) | 1984 |
| 22.  |                                                                                 | Smernice za vzgojo človeške ljubezni | 1984 |
| 23.  | Janez Pavel II.                                                                 | O redovništvu (apostolska spodbuda) | 1984 |
| 24.  |                                                                                 | Navodila o teologiji osvoboditve | 1984 |
| 25.  | Janez Pavel II.                                                                 | O pokori in spravi (apostolska spodbuda) | 1985 |
| 26.  | Janez Pavel II.                                                                 | Vsem mladim sveta (apostolsko pismo) | 1985 |
| 27.  | Janez Pavel II.                                                                 | Apostola Slovanov (okrožnica) | 1985 |
| 28.  |                                                                                 | Dostojanstvo človeka, Bioetika | 1985 |
| 29.  |                                                                                 | VI. simpozij evropskih škofov | 1986 |
| 30.  |                                                                                 | Škofovska sinoda: 20 let koncila | 1986 |
| 31.  |                                                                                 | Navodila o krščanski svobodi in osvoboditvi | 1986 |
| 32.  | Janez Pavel II.                                                                 | O Svetem Duhu (okrožnica) | 1986 |
| 33.  |                                                                                 | Kristološka vprašanja | 1987 |
| 34.  | Janez Pavel II.                                                                 | O Odrešenikovi Materi (okrožnica) | 1987 |
| 35.  |                                                                                 | Ekleziološka vprašanja | 1987 |
| 36.  |                                                                                 | Navodilo o daru življenja | 1987 |
| 37.  | Janez Pavel II.                                                                 | O skrbi za socialno vprašanje (okrožnica) | 1988 |
| 38.  |                                                                                 | Tisoč let krščanstva v Rusiji | 1988 |
| 39.  |                                                                                 | Veselo oznanilo evangelija in vzgoja v veri | 1989 |
| 40.  | Janez Pavel II.                                                                 | O dostojanstvu žene (apostolsko pismo) | 1989 |
| 41.  | Janez Pavel II.                                                                 | O krščanskih laikih (apostolska spodbuda) | 1989 |
| 42.  |                                                                                 | Mir v pravičnosti | 1989 |
| 43.  | Škofje v Združenih državah Amerike, Papeški svet                                | AIDS | 1990 |
| 44.  |                                                                                 | O meditaciji: Študij cerkvenih očetov | 1990 |
| 45.  | Janez Pavel II.                                                                 | Ob stoletnici (okrožnica) | 1991 |
| 46.  | Janez Pavel II.                                                                 | Odrešenikovo poslanstvo (okrožnica) | 1991 |
| 47.  | Mednarodni svet za katehezo                                                     | Kateheza odraslih v krščanski skupnosti | 1991 |
| 48.  | Janez Pavel II.                                                                 | Dal vam bom pastirjev (apostolska spodbuda) | 1992 |
| 49.  | Škofovska sinoda o Evropi                                                       | Katoličani v Evropi | 1992 |
| 50.  | Papeški svet za družbeno obveščanje                                             | Na pragu novih časov | 1992 |
| 51.  | Mednarodna teološka komisija                                                    | Eshatološka vprašanja | 1993 |
| 52.  | Janez Pavel II.                                                                 | Sijaj resnice (okrožnica) | 1994 |
| 53.  |                                                                                 | Ekumenski pravilnik | 1994 |
| 54.  | Janez Pavel II.                                                                 | Pismo družinam | 1994 |
| 55.  | Carlo Maria Martini                                                             | Cerkev in javna glasila | 1994 |
| 56.  |                                                                                 | Direktorij za službo in življenje duhovnikov | 1994 |
| 57.  |                                                                                 | Bratsko življenje v skupnosti | 1994 |
| 58.  | Janez Pavel II.                                                                 | V zarji tretjega tisočletja (apostolsko pismo) | 1995 |
| 59.  |                                                                                 | Cerkev in kultura | 1995 |
| 60.  | Janez Pavel II.                                                                 | Evangelij življenja (okrožnica) | 1995 |
| 61.  | Komisija Pravičnost in mir pri Slovenski škofovski konferenci                   | Izjave | 1995 |
| 62.  |                                                                                 | Mednarodno leto žensk | 1996 |
| 63.  | Janez Pavel II.                                                                 | Da bi bili eno (okrožnica) | 1996 |
| 64.  | Janez Pavel II.                                                                 | Govori v Sloveniji | 1996 |
| 65.  | Janez Pavel II.                                                                 | Posvečeno življenje (posinodalna apostolska spodbuda) | 1996 |
| 66.  | Papeški svet za družino                                                         | Človeška spolnost - resnica in pomen | 1996 |
| 67.  | Janez Pavel II.                                                                 | Govor na 50. generalni skupščini OZN | 1996 |
| 68.  | Janez Pavel II.                                                                 | Luč z Vzhoda (apostolsko pismo) | 1996 |
| 69.  | Papeški odbor za mednarodne evharistilčne kongrese                              | Evharistija in svoboda | 1997 |
| 70.  | Janez Pavel II., Papeški svet za družino                                        | Zakrament sprave | 1997 |
| 71.  | Papeški svet za družino                                                         | Priprava na zakon | 1997 |
| 72.  | Papeški svet za družbeno obveščanje                                             | Etika oglaševanja | 1997 |
| 73.  | Italijanska škofovska konferenca                                                | Direktorij družinske pastorale za Cerkev v Italiji | 1997 |
| 74.  |                                                                                 | Navodilo o sodelovanju laikov pri službi duhovnikov | 1998 |
| 75.  |                                                                                 | Splošni pravilnik za katehezo | 1998 |
| 76.  |                                                                                 | Novi duhovni poklici za novo Evropo | 1998 |
| 77.  |                                                                                 | Spominjamo se: Premišljevanje o holokavstu | 1998 |
| 78.  | Janez Pavel II.                                                                 | Gospodov dan (apostolsko pismo) | 1998 |
| 79.  | Janez Pavel II.                                                                 | Skrivnost učlovečenja | 1999 |
| 80.  | Janez Pavel II.                                                                 | Vera in razum (okrožnica) | 1999 |
| 81.  | Italijanska škofovska konferenca                                                | Načrtovanje novih cerkva in Preureditev cerkva | 1999 |
| 82.  | Janez Pavel II.                                                                 | Pismo umetnikom | 1999 |
| 83.  | Papeški svet za laike                                                           | Dostojanstvo starejših ljudi | 1999 |
| 84.  | Janez Pavel II.                                                                 | Pismo starejšim | 1999 |
| 85.  | Papeški svet za kulturo                                                         | Za pastoralo kulture | 2000 |
| 86.  | Kongregacija za duhovščino                                                      | Duhovnik za tretje tisočletje | 2000 |
| 87.  | Papeška biblična komisija                                                       | Interpretacija Svetega pisma v Cerkvi | 2000 |
| 88.  | Papeški svet za pastoralo zdravstvenih delavcev                                 | Listina zdravstvenih delavcev | 2000 |
| 89.  | Papeški svet za družbeno obveščanje                                             | Etika v družbenem obveščanju | 2000 |
| 90.  | Socialna komisija francoskih škofov                                             | Rehabilitirati politiko | 2001 |
| 91.  | Janez Pavel II.                                                                 | Ob začetku novega tisočletja (apostolsko pismo) | 2001 |
| 92.  | Kongregacija za nauk vere                                                       | Navodilo o molitvi za ozdravljanje | 2001 |
| 93.  | Papeški svet za družino                                                         | Zakon, družina in zunajzakonske skupnosti | 2001 |
| 94.  | Kongregacija za bogoslužje                                                      | Splošna ureditev rimskega misala | 2002 |
| 95.  | Italijanska škofovska konferenca                                                | Kako oznanjati evangelij v svetu, ki se spreminja | 2002 |
| 96.  | Papeški svet za družbeno obveščanje                                             | Cerkev in internet | 2002 |
| 97.  | Papeška komisija za kulturne dobrine                                            | Cerkev in kulturne dobrine | 2002 |
| 98.  | Janez Pavel II.                                                                 | Rožni venec Device Marije (apostolsko pismo) | 2002 |
| 99.  | Kongregacija za duhovščino                                                      | Duhovnik, pastir in voditelj župnijskega občestva | 2002 |
| 100. | Kongregacija za ustanove posvečenega življenja                                  | Znova začeti pri Kristusu | 2003 |
| 101. | Janez Pavel II.                                                                 | Cerkev iz evharistije (okrožnica) | 2003 |
| 102. | Kongregacija za bogoslužje in za zakramente                                     | Direktorij za ljudske pobožnosti in bogoslužje | 2003 |
| 103. | Janez Pavel II.                                                                 | Cerkev v Evropi (posinodalna apostolska spodbuda) | 2003 |
| 104. | Papeški svet za kulturo                                                         | Jezus Kristus prinašalec žive vode | 2003 |
| 105. | Papeški svet za pastoralo zdravja                                               | Cerkev, mamila in odvisnost | 2004 |
| 106. | Kongregacija za katoliško vzgojo                                                | Stalni diakoni | 2004 |
| 107. | Kongregacija za verski nauk                                                     | Pismo o sodelovanju moških in žensk | 2004 |
| 108. | Kongregacija za bogoslužje                                                      | Navodilo o zakramentu odrešenja | 2004 |
| 109. | Papeški svet za pastoralo migrantov in potujočih                                | Navodilo Kristusova ljubezen do migrantov | 2005 |
| 110. | Papeška biblična komisija                                                       | Judovsko ljudstvo in njegovi sveti Spisi v krščanskem Svetem pismu                                                                                                 | 2005 |
| 111. | Benedikt XVI.                                                                   | Homilije in govori | 2005 |
| 112. | Benedikt XVI.                                                                   | Bog je ljubezen (okrožnica) | 2006 |
| 113. | Pij XII.                                                                        | O češčenju Presvetega Srca Jezusovega (okrožnica) | 2006 |
| 114. | Benedikt XVI.                                                                   | Apostolsko potovanje na Bavarsko | 2006 |
| 115. | Benedikt XVI.                                                                   | Evharistija - zakrament ljubezni (posinodalna apostolska vzpodbuda)                                                                                                | 2007 |
| 116. | Benedikt XVI.                                                                   | Summorum pontificum (apostolsko pismo - motuproprij) | 2007 |
| 117. | Slovenska škofovska konferenca                                                  | Nova ureditev Cerkve v Sloveniji leta 2006 | 2007 |
| 118. | Benedikt XVI.                                                                   | Rešeni v upanju (okrožnica) | 2008 |
| 119. | Papeški svet za pastoralo migrantov in potujočih                                | Navodilo o pastoralni oskrbi ljudi na cesti | 2008 |
| 120. | Italijanska škofovska konferenca                                                | Šport in krščansko življenje | 2008 |
| 121. | Benedikt XVI.                                                                   | Pastoralni obisk v ZDA | 2008 |
| 122. | Kongregacija za ustanove posvečenega življenja,...                              | Služba oblasti in pokorščina | 2008 |
| 123. | Marc Quellet                                                                    | Evharistija, Božji dar za življenje sveta | 2009 |
| 124. | Papeška biblična komisija                                                       | Sveto pismo in morala | 2009 |
| 125. | Kongregacija za verski nauk                                                     | Dostojanstvo osebe. Navodilo o nekaterih bioetičnih vprašanjih | 2009 |
| 126. | Benedikt XVI.                                                                   | Pismo za leto duhovništva ob 150-letnici smrti sv. Janeza Marije Vianneya                                                                                          | 2009 |
| 127. | Benedikt XVI.                                                                   | Ljubezen v resnici (okrožnica) | 2009 |
| 128. | Papeški svet za pastoralo migrantov in potujočih                                | Navodilo o pastoralni oskrbi Romov | 2010 |
| 129. | Benedikt XVI.                                                                   | Apostolsko potovanje na Portugalsko | 2010 |
| 130. | Mednarodna teološka komisija                                                    | V iskanju univerzalne etike - Nov pogled na naravni moralni zakon                                                                                                  | 2010 |
| 131. | Benedikt XVI.                                                                   | Gospodova beseda (posinodalna apostolska spodbuda) | 2011 |
| 132. | Italijanska škofovska konferenca                                                | Pismo iskalcem Boga | 2011 |
| 133. | Benedikt XVI.                                                                   | Apostolsko potovanje v Nemčijo | 2011 |
| 134. | Benedikt XVI.                                                                   | Vrata vere (apostolsko pismo) | 2012 |
| 135. | Kongregacija za duhovščino                                                      | Duhovnik služabnik božjega usmiljenja | 2012 |
| 136. | Mednarodna teološka komisija                                                    | Teologija danes - pogledi, viri in merila | 2012 |
| 137. | Kongregacija za katoliško vzgojo                                                | Pastoralne smernice za pospeševanje poklicev v službeno duhovništvo                                                                                                | 2013 |
| 138. | Frančišek                                                                       | Luč vere (okrožnica) | 2013 |
| 139. | Kongregacija za duhovščino                                                      | Direktorij za službo in življenje duhovnikov | 2013 |
| 140. | Frančišek                                                                       | Veselje evangelija (apostolska spodbuda) | 2014 |
| 141. | Komisija škofovskih konferenc Evropske skupnosti                                | Evropska skupnost solidarnosti in odgovornosti | 2014 |
| 142. | Papeški svet za zakonska besedila                                               | Navodilo Dostojanstvo zakona | 2014 |
| 143. | Papeški svet Pravičnost in mir                                                  | Poslanstvo krščanskega poslovneža – Razmišljanje | 2014 |
| 144. | Pavel VI.                                                                       | Posredovanje človeškega življenja (okrožnica, nova izdaja) | 2014 |
| 145. | Tretje izredno splošno zasedanje škofovske sinode                               | Sinodalno poročilo | 2015 |
| 146. | Kongregacija za ustanove posvečenega življenja in družbe apostolskega življenja | Pozorno opazujte | 2015 |
| 147. | Kongregacija za bogoslužje in disciplino zakramentov                            | Homiletični direktorij | 2015 |
| 148. | Slovenska škofovska konferenca                                                  | Narodne smernice za oblikovanje in službo stalnih diakonov v Sloveniji                                                                                             | 2015 |
| 149. | Frančišek                                                                       | Hvaljen, moj Gospod (okrožnica) | 2015 |
| 150. | Luteransko-rimskokatoliška komisija za edinost                                  | Od konflikta do skupnosti: Skupno luteransko-katoliško obeleževanje reformacije leta 2017                                                                          | 2016 |
| 151. | Frančišek                                                                       | Gospod Jezus, usmiljeni sodnik (apostolsko pismo) | 2016 |
| 152. | Frančišek                                                                       | Radost ljubezni (okrožnica) | 2016 |
| 153. | Konferenca katoliških škofov Združenih držav Amerike                            | Čisto srce mi ustvari: Pastoralni odgovor na pornografijo | 2016 |
| 154. | Kongregacija za verski nauk                                                     | Cerkev se pomlaja | 2017 |
| 155. | Kongregacija za duhovščino                                                      | Dar duhovniškega poklica | 2018 |
| 156. | Frančišek                                                                       | Veselite in radujte se (apostolska spodbuda) | 2018 |
| 157. | Dikasterij za laike, družino in življenje                                       | Dati vse od sebe | 2019 |
| 158. | Frančišek                                                                       | Kristus živi (posinodalna apostolska spodbuda) | 2019 |
| 159. | Kongregacija za katoliško vzgojo                                                | Moškega in žensko ju je ustvaril | 2019 |
| 160. | Frančišek, Mednarodna teološka komisija                                         | Sinodalnost v življenju in poslanstvu Cerkve | 2020 |
| 161. | Frančišek                                                                       | Ljubljena Amazonija (posinodalna apostolska spodbuda) | 2020 |
| 162. | Kongregacija za duhovščino                                                      | Navodilo – Pastoralno spreobrnjenje župnijske skupnosti v službi misijonskega poslanstva Cerkve                                                                    | 2020 |
| 163. | Kongregacija za verski nauk                                                     | Pismo Usmiljeni Samarijan | 2020 |
| 164. | Frančišek                                                                       | Gorečnost za Sveto pismo (apostolsko pismo) | 2020 |
| 165. | Frančišek                                                                       | Vsi smo bratje (okrožnica) | 2020 |
| 166. | Frančišek                                                                       | Z očetovskim srcem (apostolsko pismo) | 2021 |
| 167. | Papeški svet za pospeševanje nove evangelizacije                                | Pravilnik za katehezo | 2021 |
| 168. | Papeški svet za pospeševanje edinosti kristjanov                                | Škof in edinost kristjanov: Ekumenski vademekum | 2021 |
| 169. | Frančišek                                                                       | Varuhi tradicije (apostolsko pismo, motuproprij) | 2022 |
| 170. | Frančišek                                                                       | Srčno sem želel (apostolsko pismo) | 2022 |
| 171. | Dikasterij za laike, družino in življenje                                       | Katehumenatska pot za zakonsko življenje | 2022 |
| 172. | Frančišek                                                                       | Hvalite Boga, Nič drugega kot zaupanje (apostolski spodbudi) | 2024 |
| 173. | Mednarodna teološka komisija                                                    | Sensus fidei v življenju Cerkve | 2024 |
| 174. | Papeška biblična komisija                                                       | »Kaj je človek?« (Ps 8,5). Pot po svetopisemski antropologiji | 2024 |
| 175. | Dikasterij za nauk vere                                                         | Pravila za postopke razločevanja domnevno nadnaravnih pojavov; Kraljica miru. Navodilo o duhovni izkušnji, povezani z Medžugorjem                                  | 2024 |
| 176. | Dikasterij za nauk vere                                                         | Izjava Fiducia supplicans o pastoralnem pomenu blagoslovov; Navodilo Gestis verbisque o veljavnost zakramentov; Izjava Dignitas infinita o človekovem dostojanstvu | 2024 |
| 177. | Frančišek                                                                       | XVI. splošno redno zasedanje škofovske sinode, Za sinodalno cerkev: občestvo, soudeležba, poslanstvo, Sklepni dokument                                             | 2025 |

## Primeri naslovnic
- CD 60
Janez Pavel II.
Evangelium vitae
- CD 86
Kongregacija za duhovščino
Duhovnik na pragu tretjega tisočletja
- CD 110
Papeška biblična komisija
Judovsko ljudstvo in njegovi sveti spisi v krščanskem Svetem pismu
- CD 112
Benedikt XVI.
Deus caritas est
- CD 115
Benedikt XVI.
Evharistija - zakrament ljubezni
- CD 116
Benedikt XVI.
Summorum pontificum
- CD 131
Benedikt XVI.
Verbum Domini